# Минейки
Минейки (укр. Минійки) — село на Украине, находится в Коростышевском районе Житомирской области.

## География
Село Минейки расположено на реке Мыке, притоке Тетерева. Занимает площадь 2,2 км².

## Население
Численность населения по данным переписи 2001 года составляла 400 человек.

## Местный совет
Село Минейки — административный центр Минейковского сельского совета.
Адрес сельского совета: 12514, Житомирская область, Коростышевский р-н, с. Минейки, ул. Шевченко, 1/б; тел. 77-2-31.